# NGC 5899
NGC 5899 este o galaxie seyfert de tip 2⁠(d) situată în constelația Boarul. A fost descoperită în 18 martie 1787 de către William Herschel. Se află la o distanță de 45,08 de megaparseci de Pământ.